# Place de la Victoire (Pointe-à-Pitre)
Pour les articles homonymes, voir Place de la Victoire.
La place de la Victoire est la principale place publique de la ville de Pointe-à-Pitre, sous-préfecture du département français de la Guadeloupe et de la région du même nom.

## Historique

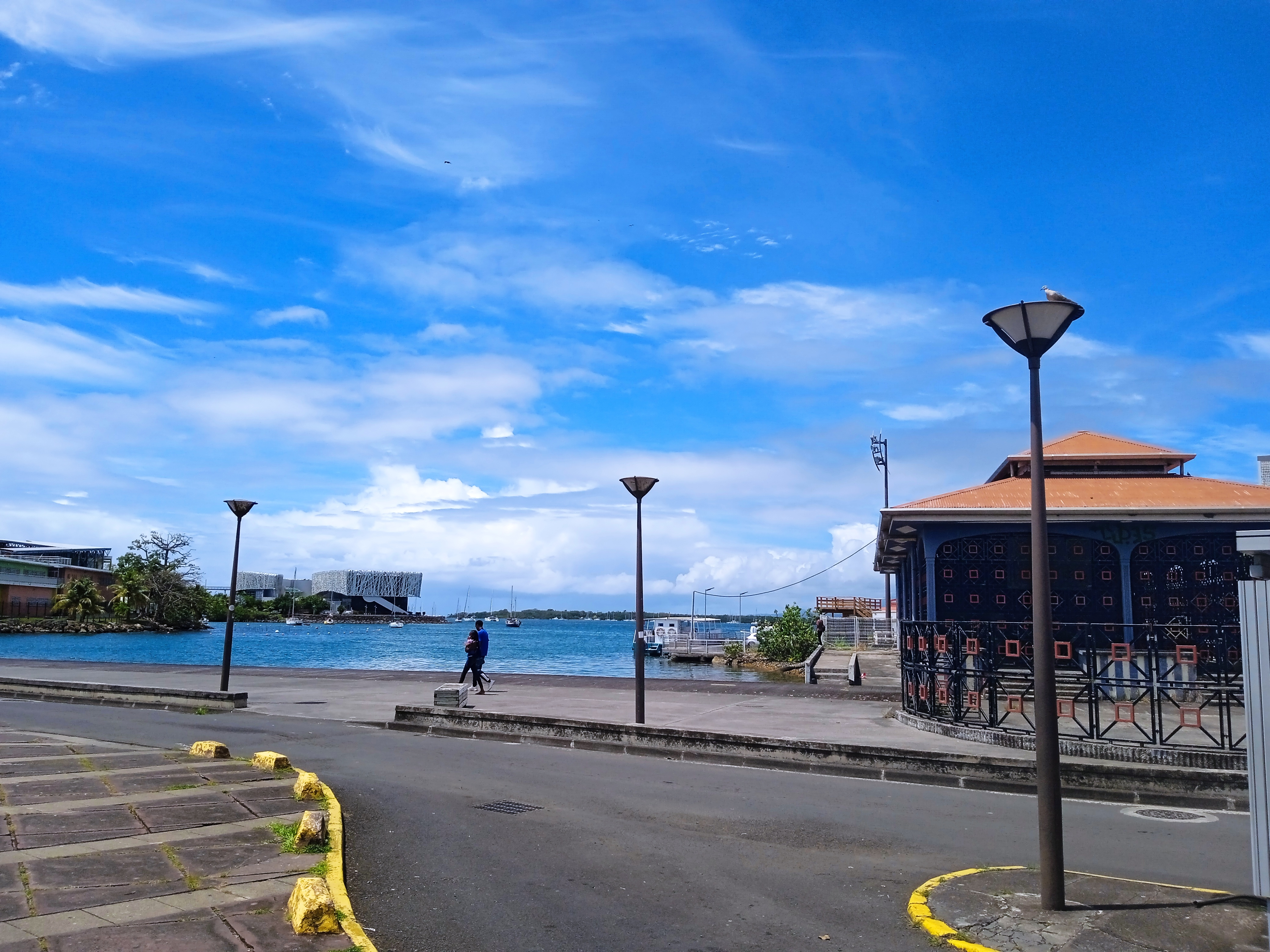
Darse et halles de Pointe-à-Pitre.

La voie fut nommée successivement Grand-Place en 1770, Place Sartine (du nom de l'ancien ministre de la Marine et des Colonies), Place de la Victoire en 1794 lorsque les armées révolutionnaires de Victor Hugues chassent les Anglais de la Guadeloupe, Place John Skinner en 1813 (du nom du gouverneur et général britannique qui s'était emparé de l'île pour deux ans), Place Royale, puis à nouveau et définitivement Place de la Victoire
Elle est baptisée place de la Victoire en 1794 afin de célébrer le triomphe des sans-culottes sur les aristocrates et la fin de l'esclavage. Elle accueille une guillotine lors de la Terreur.
La place se terme au sud par une darse dont les quais, Gatine et Layrle, ont été aménagés au XIXe siècle pour remplacer les anciennes rampes en pente. De chaque côté de la darse existent deux marchés qui se font face. La halle en béton remplace celle construite dans les années 1930 par Ali Tur. Ce dernier comportait une dizaine de loges fermées par des grilles. Son auvent ovale protégeait les hommes du soleil.

## Sites particuliers
- Le Pavillon de la Ville (l'ancien presbytère Saint-Pierre-et-Saint-Paul), construit en 1845.
- L'office de tourisme, construit en 1927 par la Chambre de commerce et d’industrie, dans un style colonial néo-classique avec des colonnes et des pignons à la grecque[2].
- La sous-préfecture de l'arrondissement de Grande-Terre
- L'ancien théâtre Renaissance désormais fermé. Ce fut la première salle de cinéma de Guadeloupe, bâtie au XXe siècle à l’emplacement d’une écurie[4].
- Le kiosque à musique. Construit en 1930 par l'architecte guadeloupéen Gérard-Michel Corbin[5]. Il occupe l'emplacement du théâtre et d'un kiosque précédent qui ont été détruits lors de l'ouragan Okeechobee en 1928. Corbin s'en voit confier la construction dans la perspective des fêtes du Tricentenaire[6].
- La darse. Elle a accueilli la première pompe à essence de la Guadeloupe et servait d'aérodrome aux hydravions à destination de l’Europe[2].
- Les monuments du gouverneur Félix Éboué[7] et du gouverneur et général Charles Victor Frébault[8].
- La sculpture Sang, chaînes ; 100 chaînes ; Sans chaîne, dédié aux fusillés du 26 mai 1802 et à la révolte ouvrière et syndicale des 26-27 mai 1967 qui a été réprimée dans le sang, est l'œuvre du sculpteur Jacky Poulier. Elle est inaugurée le 28 mai 2003. Constituée de pierre et de fer, elle est composée de 100 chaînes en métal reliées à une structure tubulaire posée sur un socle en pierre. Durant la journée, les rayons du soleil traversent les chaînes et projettent sur le sol une silhouette d'un esclave s'effondrant par terre.
- Monument aux morts 1914-1918. Commandée à Hippolyte Marius Galy, la sculpture porte le nom de La Douloureuse de Pointe-à-Pitre. Il s'agit d'une allégorie de la patrie en deuil. Élevée par souscription publique, elle est inaugurée le 11 novembre 1925[9]
- L'ancienne Chambre de commerce, aujourd'hui office du Tourisme, situé square de la Banque. Le bâtiment est construit en 1927 par la Société d'entreprise industrielle de la Guadeloupe. Il abrite dès le 4 août de la même année la Chambre de commerce[10].

## Galerie

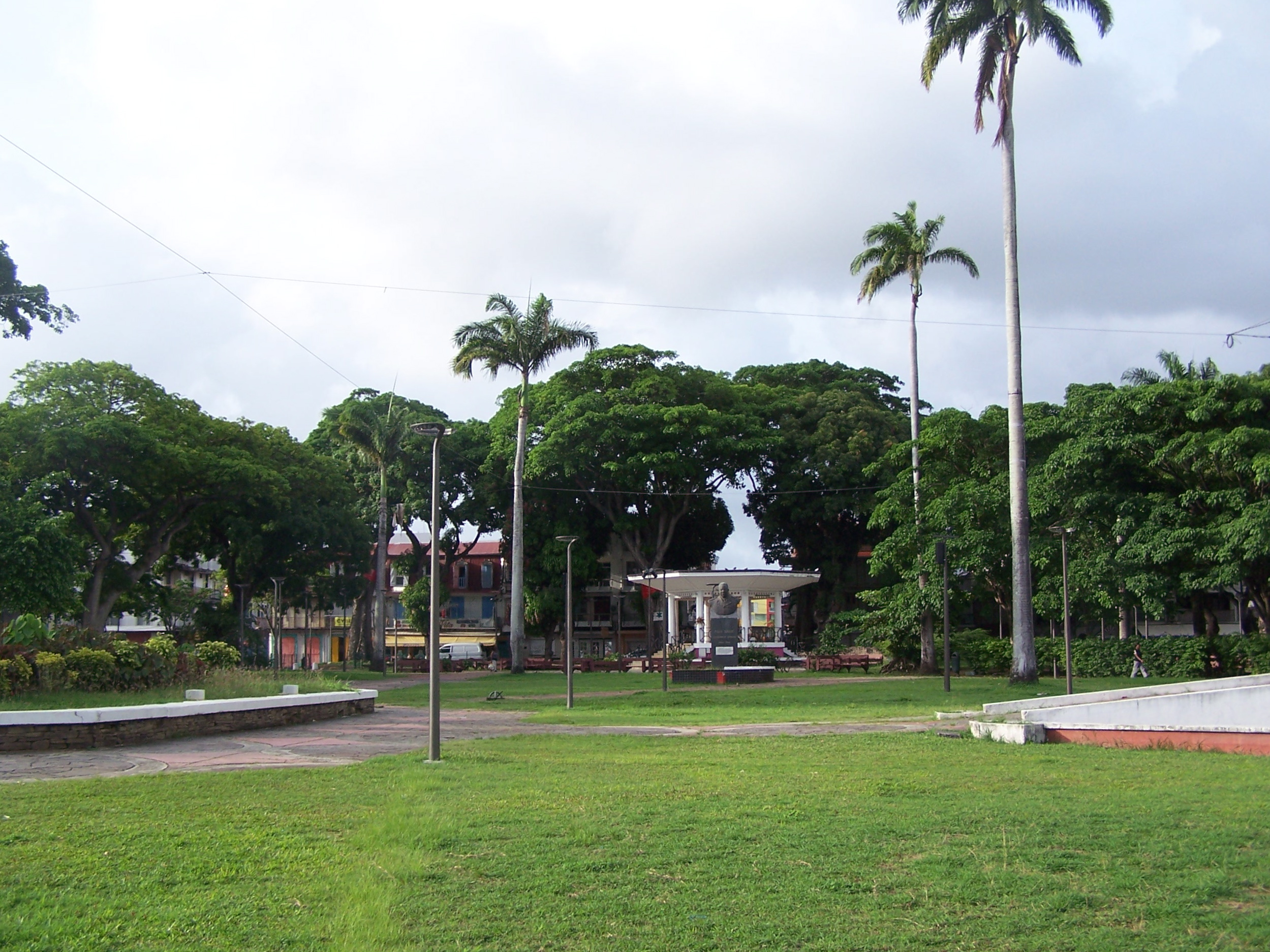
Partie haute de la place.
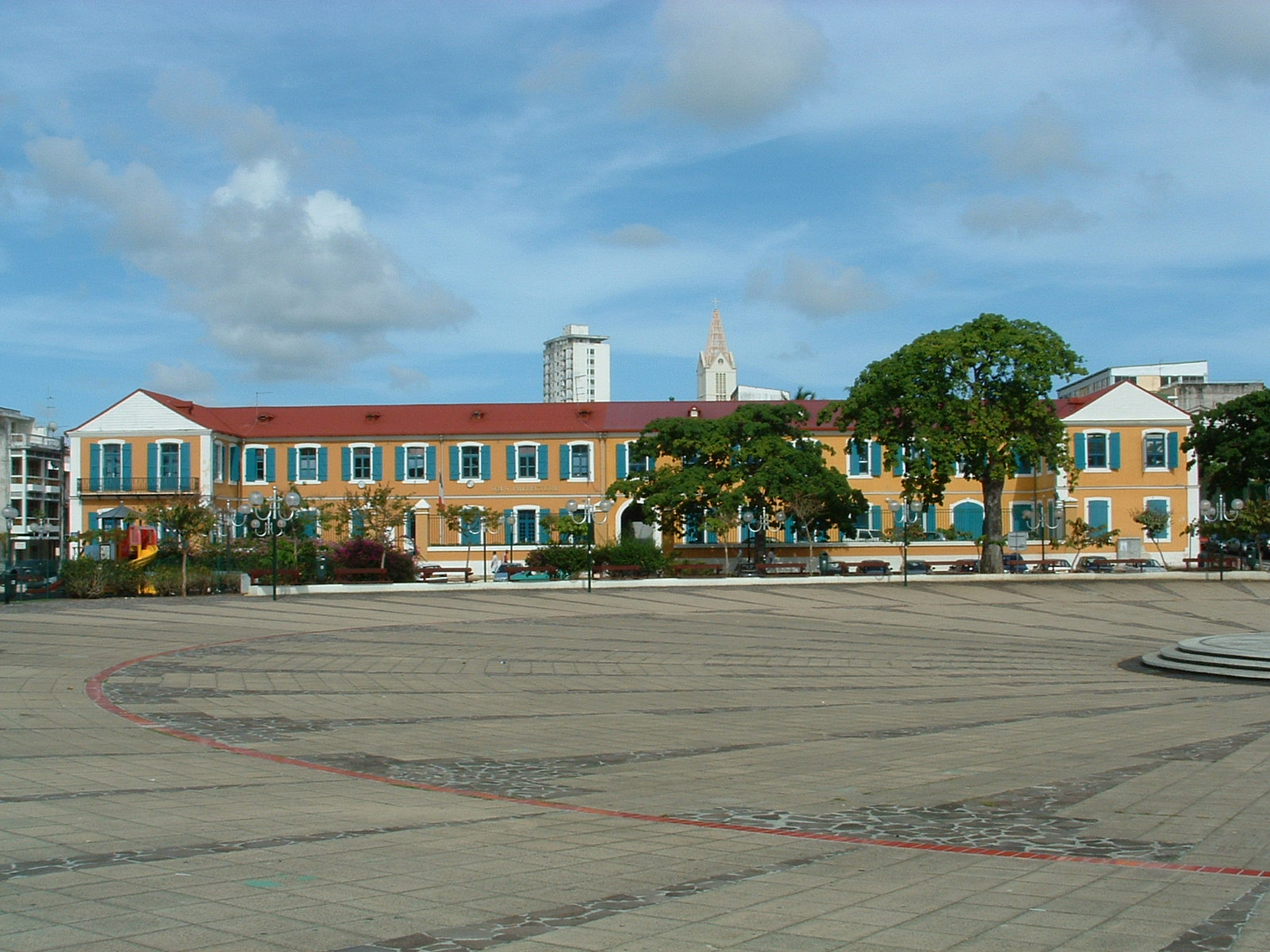
À l'est de la place, le bâtiment de la sous-préfecture de Guadeloupe.
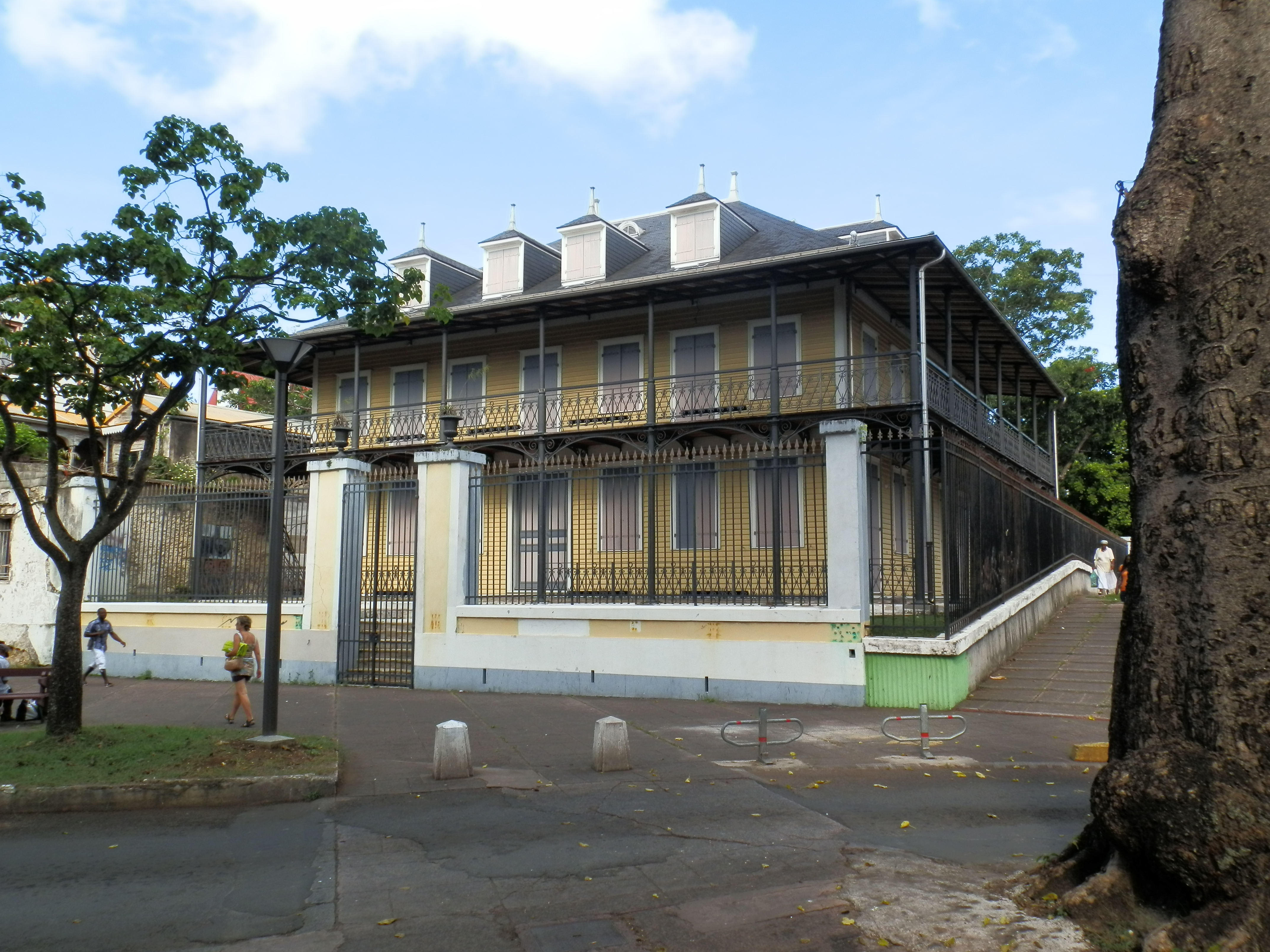
Au nord-ouest, la façade est du pavillon de la ville, donnant sur la place.
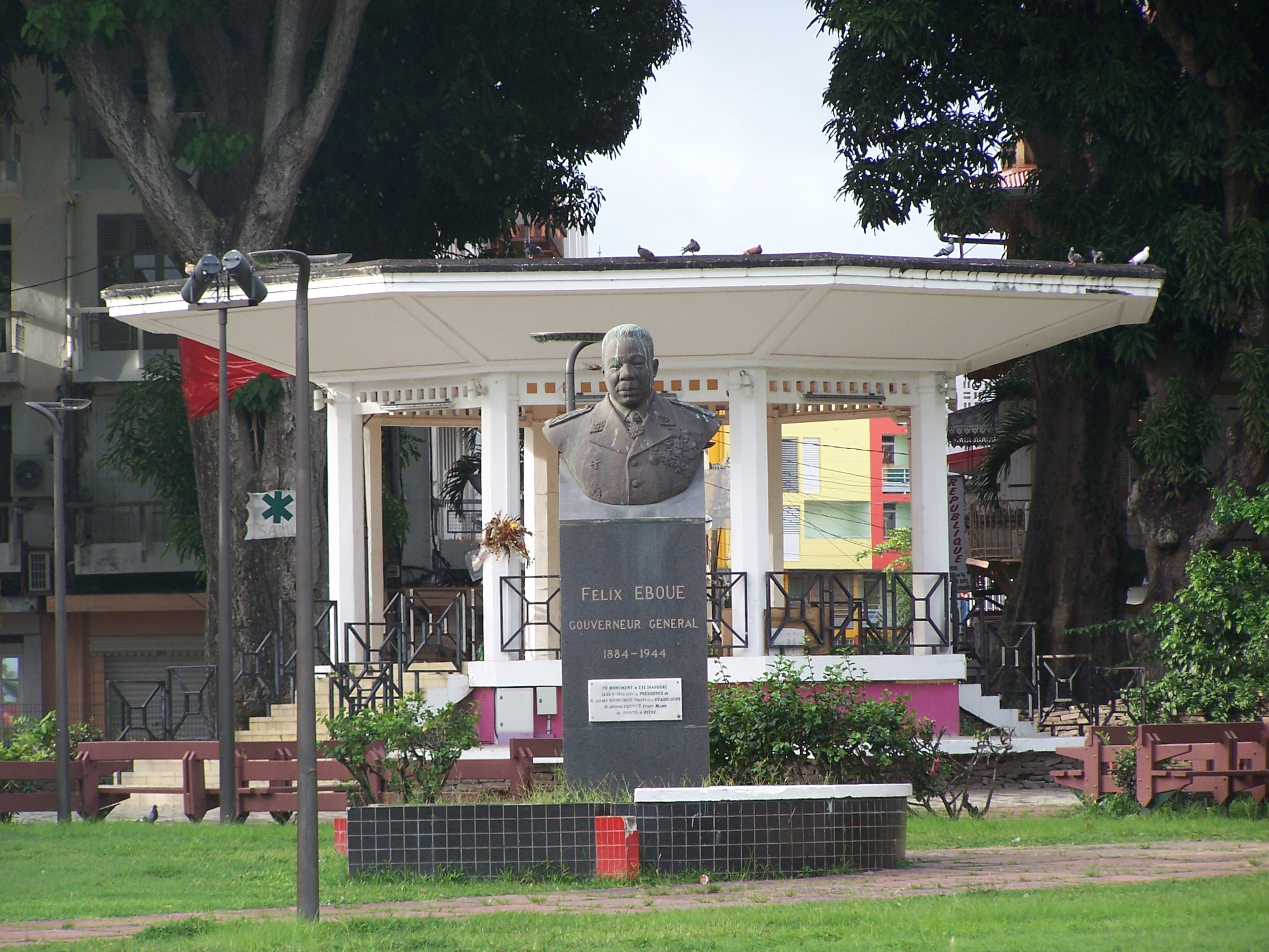
Le kiosque à musique et le Monument à Félix Éboué.
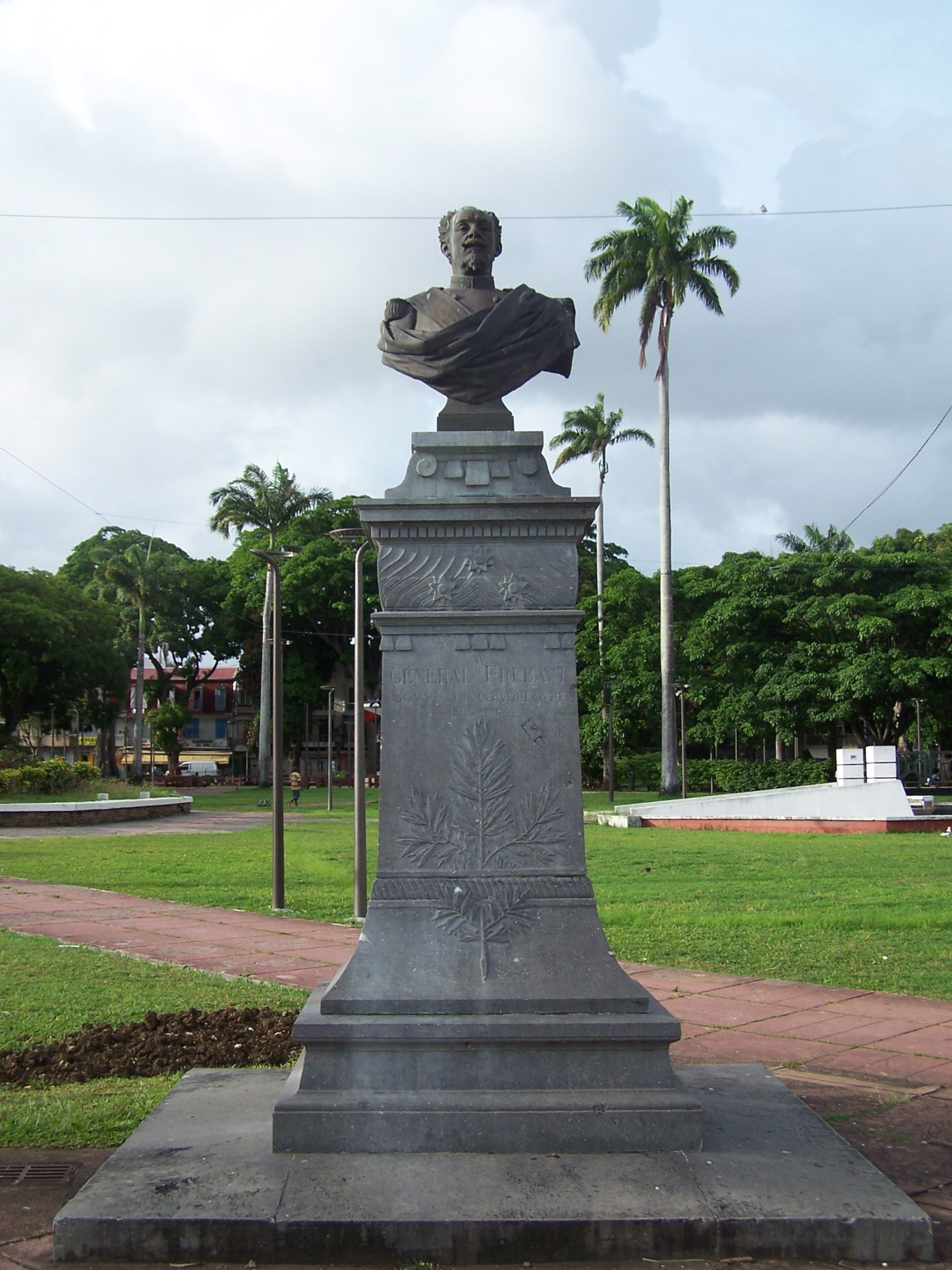
Le Monument au général Frébault.
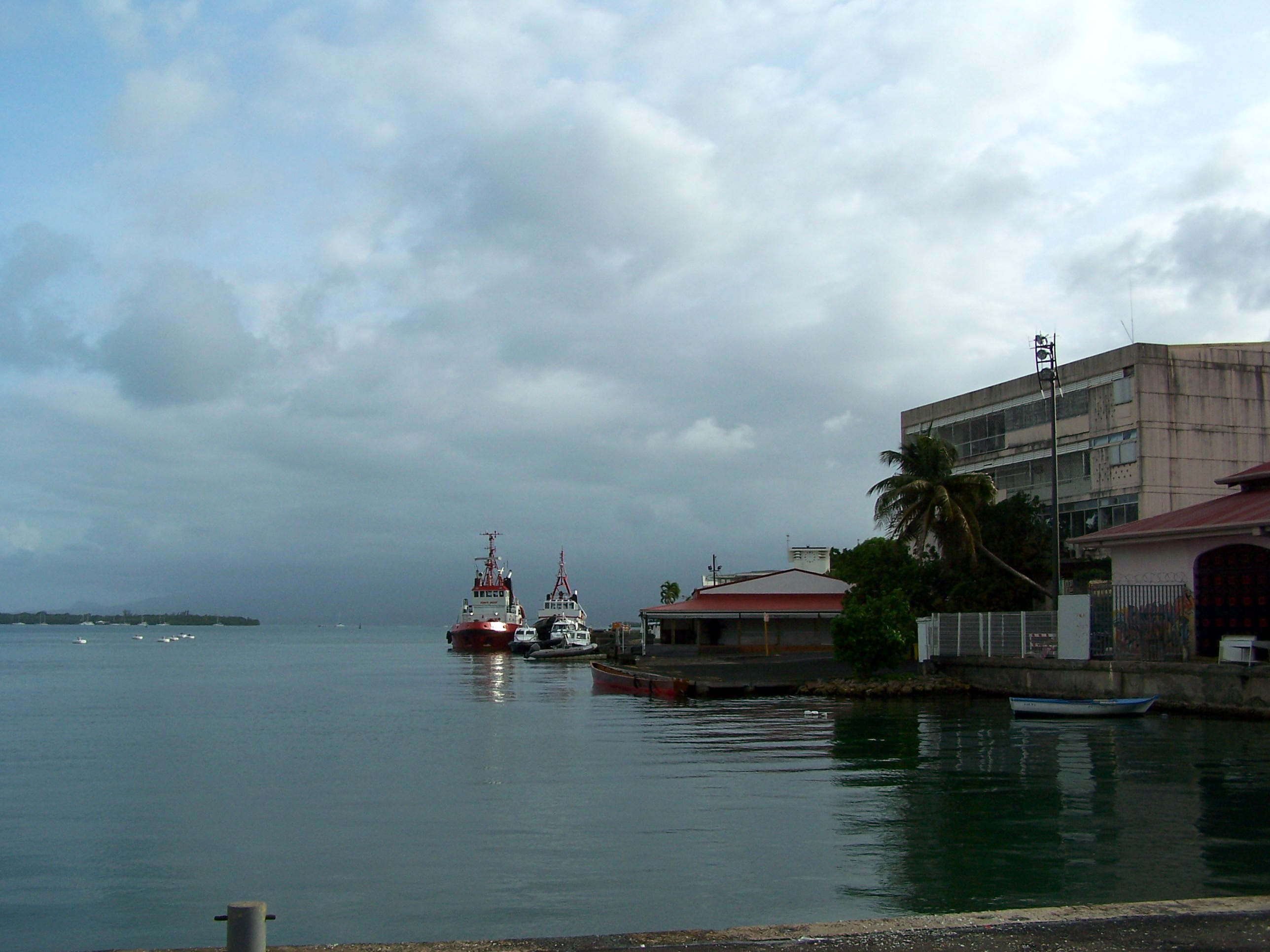
Au sud de la place, la darse de Pointe-à-Pitre.
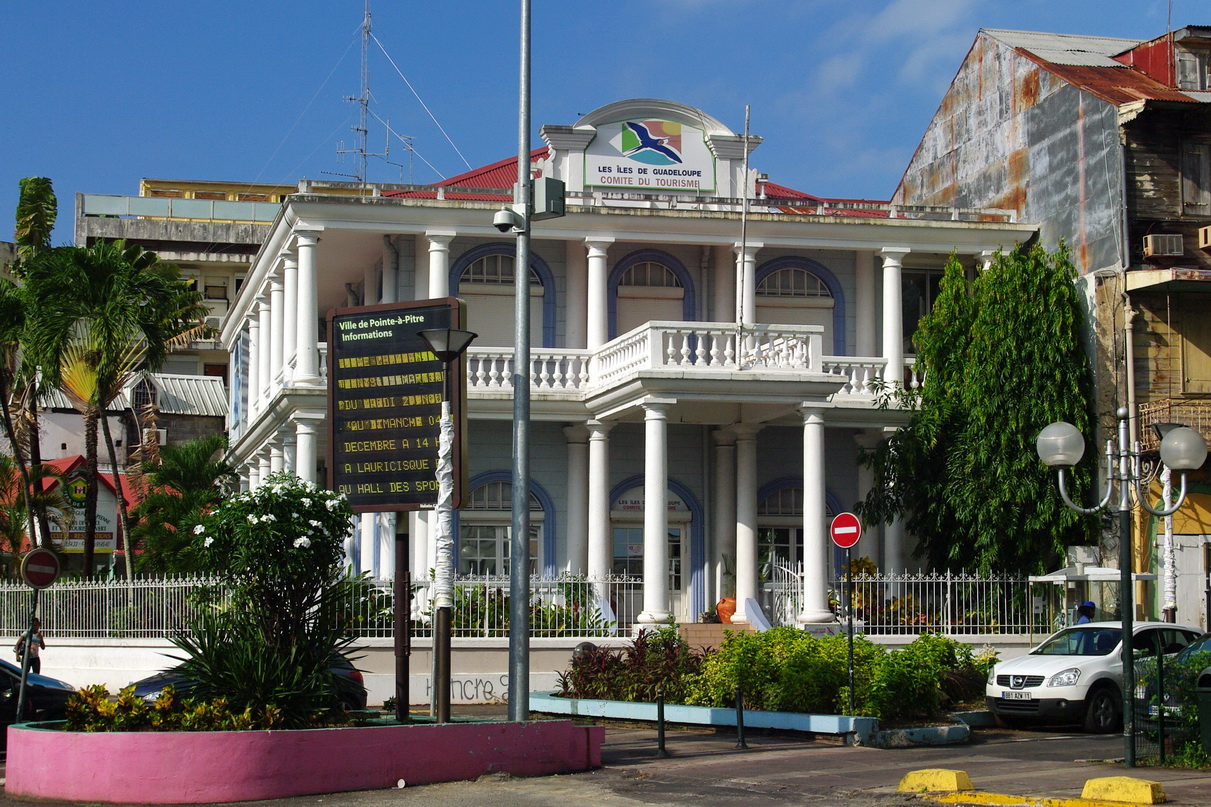
Au sud-ouest, l'office du tourisme de Guadeloupe.
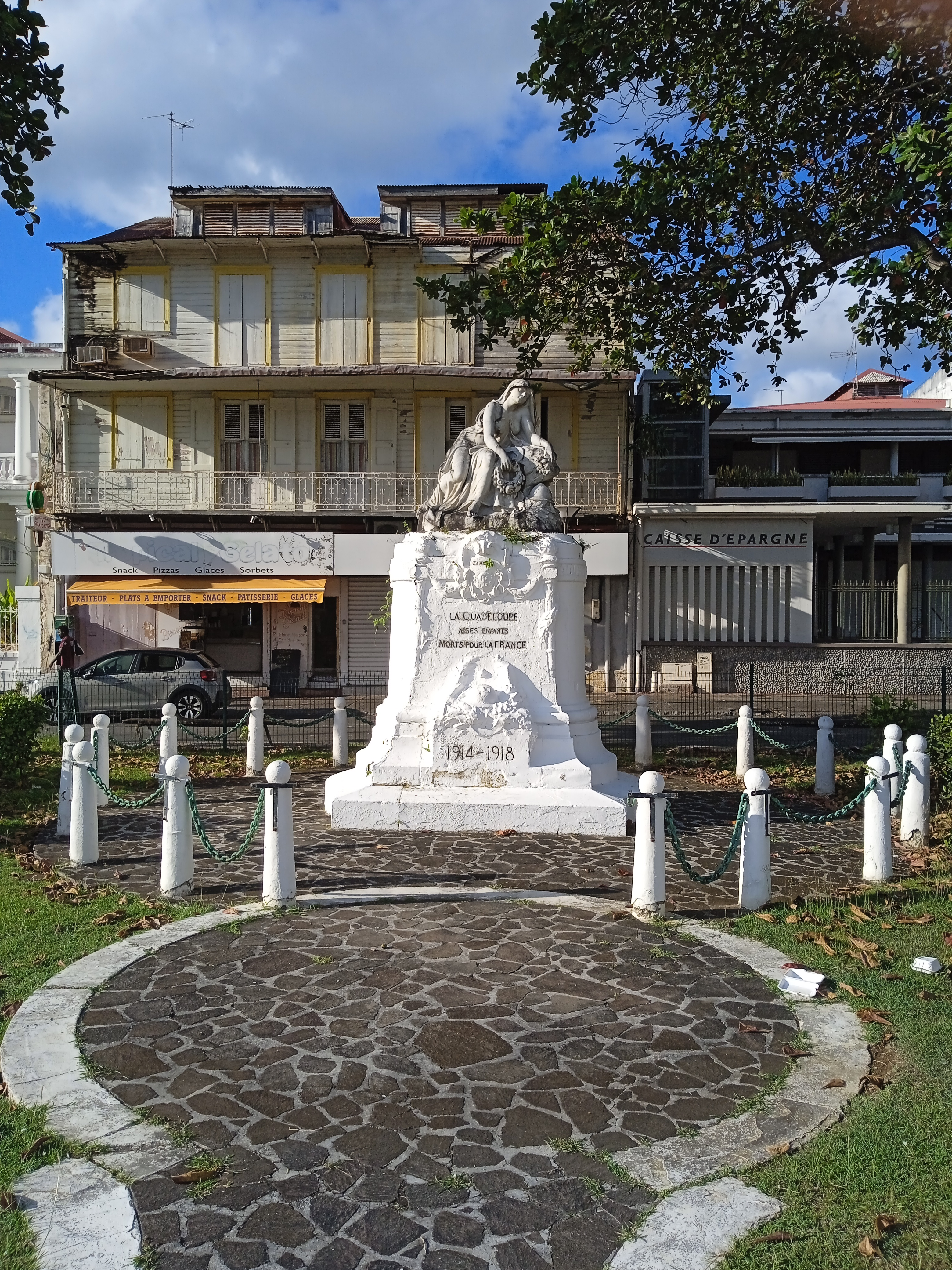
Monument aux morts 1914-1918, La Douloureuse de Pointe-à-Pitre.
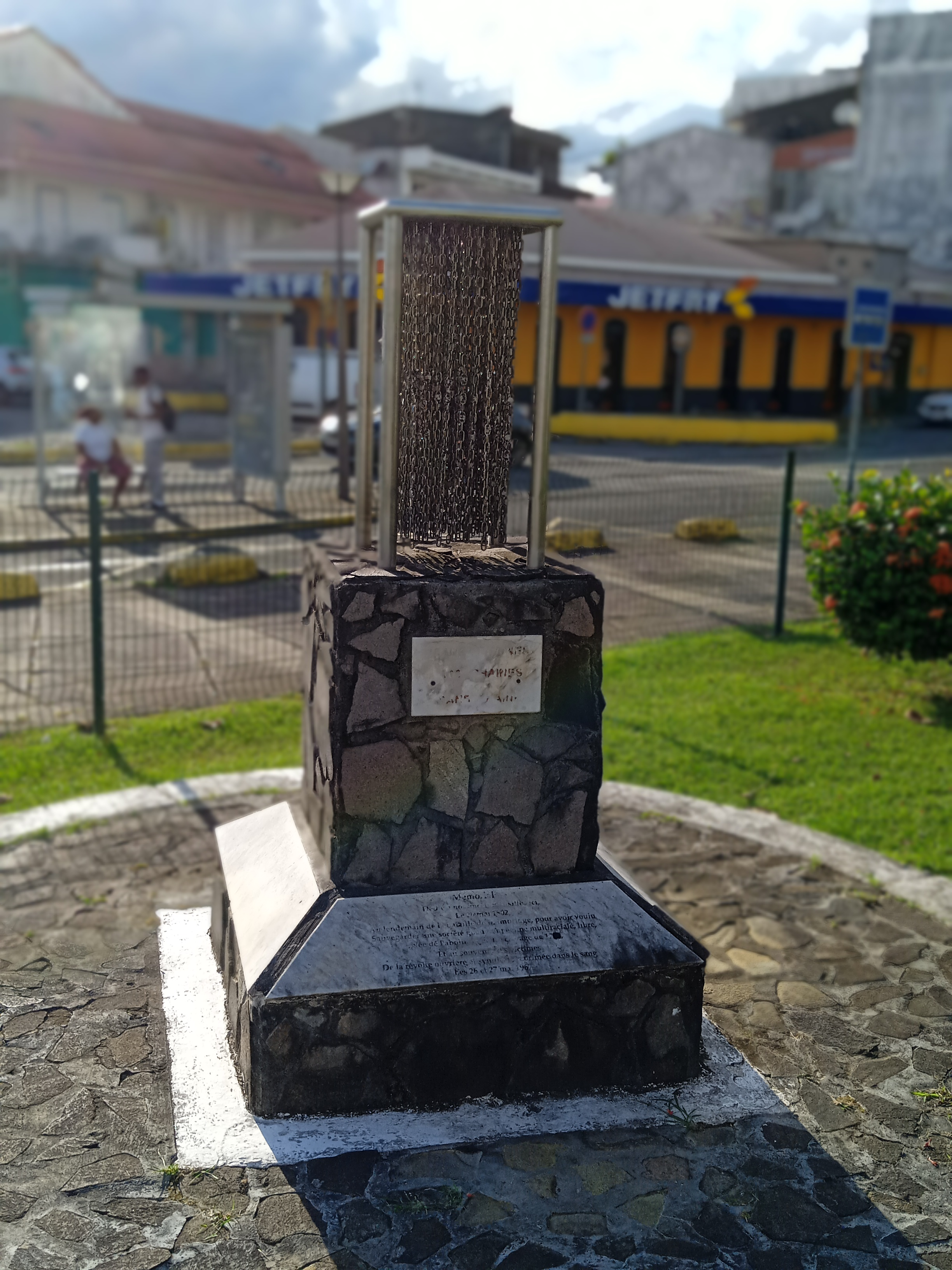
Sang, chaînes ; 100 chaînes ; Sans chaîne de Jacky Poulier.